# هللة
الهللة وجمعها هللات هي واحد من المائة من الريال السعودي. وأصل الكلمة من كلمة هلر (بالألمانية: Heller)، وهو اسم عملة ألمانية قديمة كانت تساوي نصف بفنغ.

## العملات المعدنية المتداولة في المملكة العربية السعودية

### عملات معدنية سابقة

العملة النقدية المعدنية عشر هللات وتظهر في وسط العملة عبارة "قرشان" وقد أصدرت في عهد الملك فهد بن عبد العزيز سنة 1408هـ.

- ربع قرش = 1,25 هللة وربع الهللة
- نصف قرش = 2,5 هللتين ونصف الهللة.
- قرش = 5 هللات.
- قرشان = 10 هللات.
- 5 قروش = 25 هللة.
- 10 قروش = 50 هللة.
- 20 قرش = 100 هللة.

### عملات معدنية متداولية حاليا
- 1 هللة.
- 5 هللات.
- 10 هللات.
- 25 هللة.
- 50 هللة.
- 100 هللة.
- 1 ريال = 100 هللة.
- 2 ريال = 200 هللة.

## معرض الصور

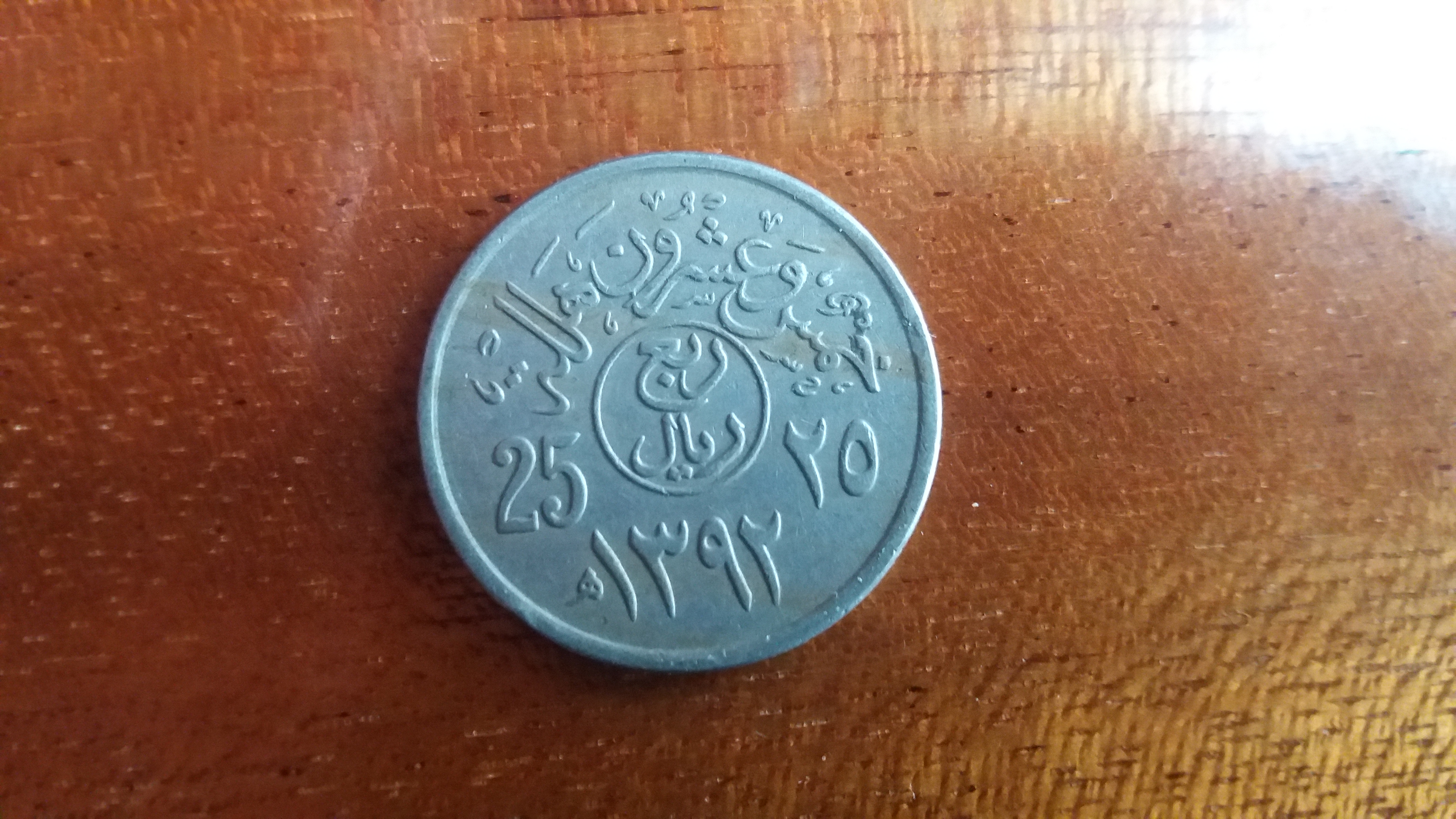
خمس وعشرون هللة وتعادل ربع ريال
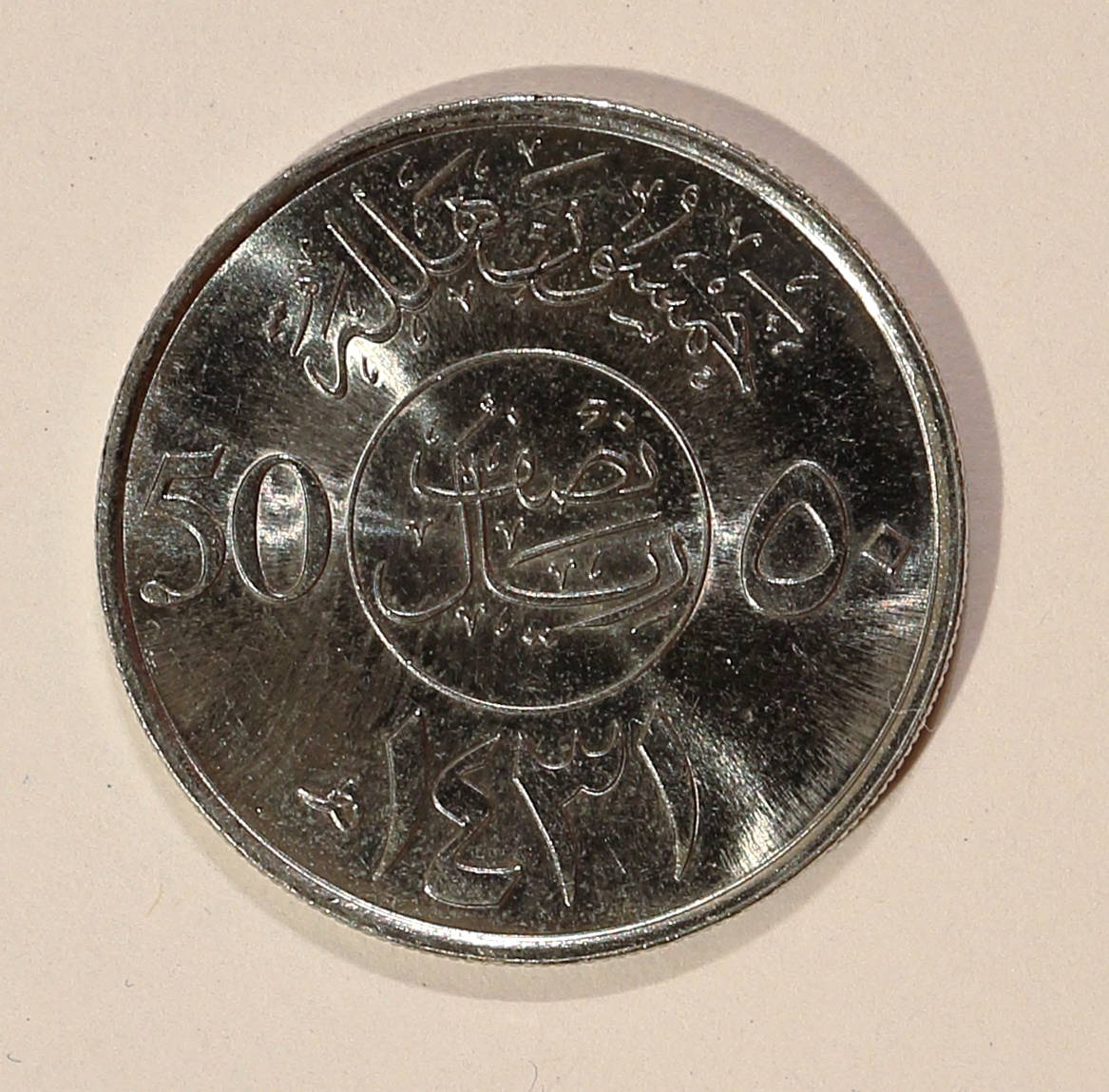
خمسون هللة وتعادل نصف ريال
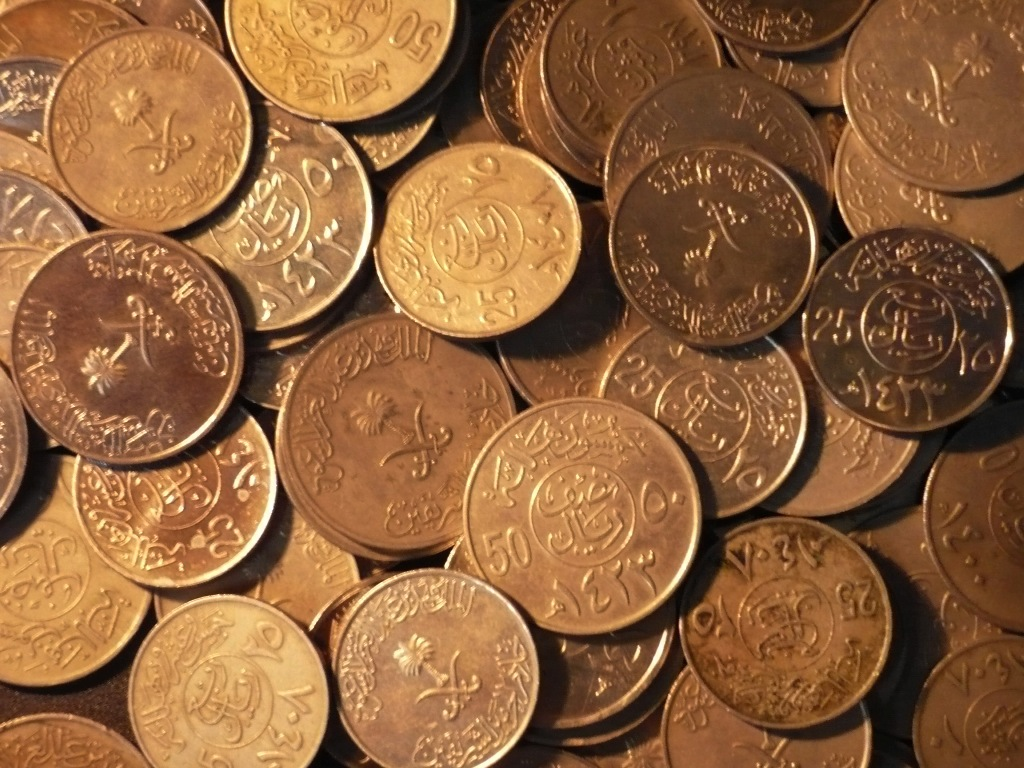
عملات سعودية